# География США
Соединённые Штаты Америки — государство, расположенное в западном полушарии, большей частью на континенте Северная Америка. США состоят из 48 штатов в «континентальной части» и двух штатов, не имеющих общей границы с остальными: Аляски — расположенный на северо-западе континента Северной Америки (не путать с полуостровом Аляска, который значительно меньше), и Гавайев в Тихом океане. Кроме того, в состав США входят Федеральный округ Колумбия и инкорпорированная территория Атолл Пальмира.

## Границы и площадь
На юге США граничат с Мексикой, на севере — с Канадой. США также имеют морскую границу с Российской Федерацией. С запада территория США омывается Тихим океаном, с востока — Атлантическим, на юго-востоке США находится Мексиканский залив, полуостров Аляска с севера омывается Северным Ледовитым океаном. Среди границ США наиболее распространён так называемый геометрический (астрономический) тип границы. К этому типу относится большая часть границы США с Канадой (в том числе и граница Канады с Аляской). Восточная часть границы США с Мексикой проходит по руслу реки Рио-Гранде. Морские границы вдоль восточного и западного побережий, а также граница с Канадой в районе Великих озёр относится к разряду гидрографических. Они проведены по естественным (природным) рубежам с учётом особенностей рельефа. Западная часть границы с Мексикой представляет собой прямую линию, соединяющую две определённые на местности точки, при этом она пересекает территорию вне зависимости от рельефа, и, следовательно, может быть классифицирована как геометрическая граница.
Следует сказать о границах штата Гавайи. Так как он находится на островах в Тихом океане, сухопутных границ не имеет. Границы проходят на расстоянии 12 морских миль от островной суши.
По разным оценкам общая площадь США составляет от 9 518 900 км² до 9 826 630 км², что ставит её на 4-е место либо 3-е место в списке самых больших стран мира. Китай имеет приблизительно такую же площадь, которая сильно разнится от того, учитываются или нет различные спорные территории. Так или иначе, по общей площади США с Китаем отстают от России и Канады, но опережают Бразилию.

## Рельеф

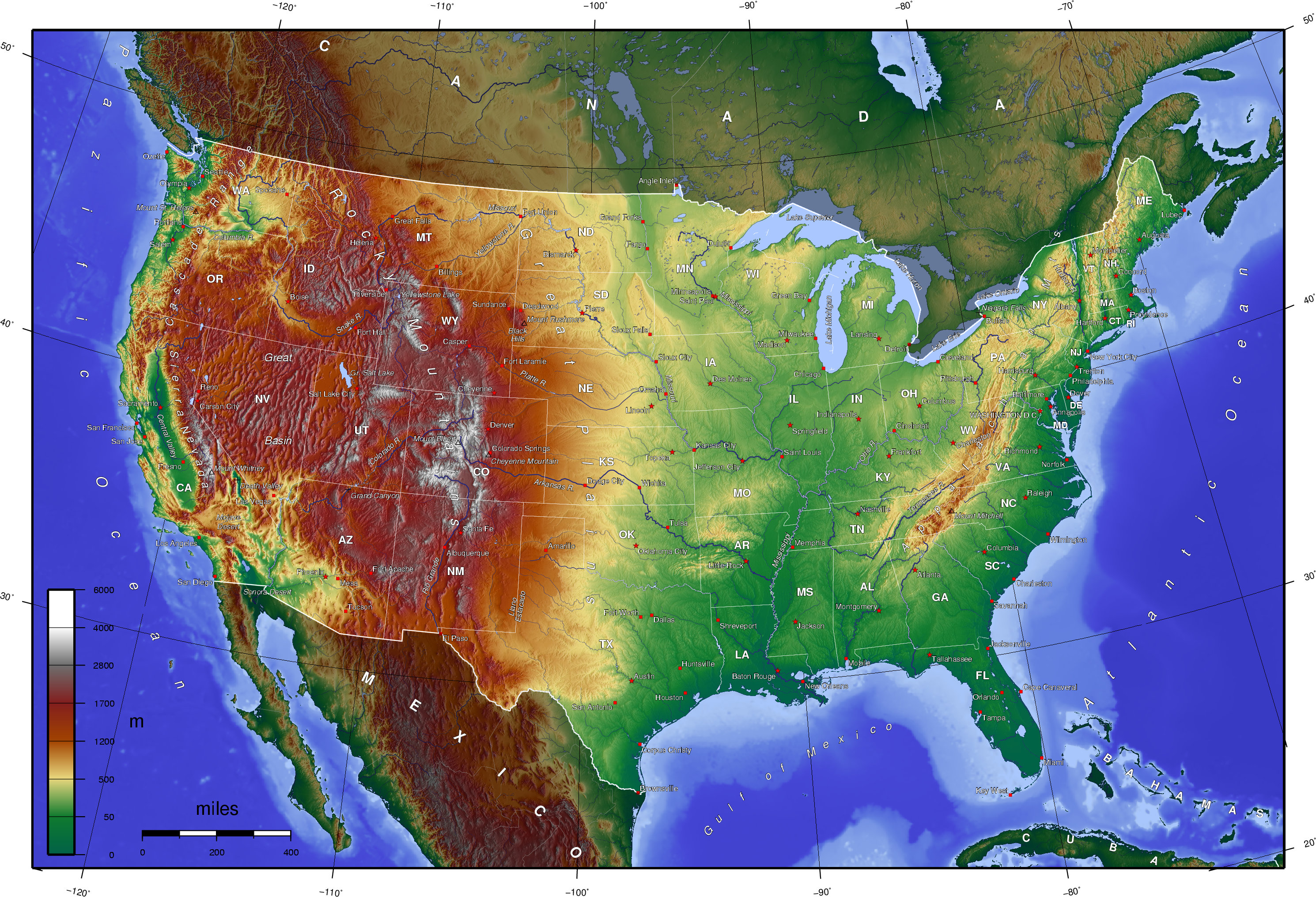
Рельеф континентальной части США

На территории США выделяются несколько крупных физиографических регионов. На востоке вдоль побережья Атлантического океана протянулась Аппалачинская горная система. К западу и югу от неё поверхность выравнивается, образуя низменные районы, по которым протекают крупнейшие реки США. Далее к западу местность переходит в обширные равнины и прерии, названные Великими равнинами, которые предваряют горные районы Кордильер. Горные хребты занимают всю западную часть страны и довольно резко обрываются к побережью Тихого океана.
Большую часть Аляски занимают северные хребты Кордильер. Гавайский архипелаг является серией вулканических островов высотой до 4205 м.
В США 104 горные вершины имеют абсолютную высоту более 4000 метров и относительную — более 500 метров.

### Аппалачинская система
Горная система Аппалачи тянется на 1900 км вдоль атлантического побережья США от северной части штата Мэн до центральной части штата Алабама. По другим данным Аппалачская система протянулась почти на 3 тыс. км. от центральной Алабамы до острова Ньюфаундленд в Канаде, а её ширина с востока на запад колеблется от 190 до 600 км. Наивысшая точка системы — гора Митчелл (2037 м), преобладающие высоты — 1300—1600 м. Эти одни из самых древних гор на Земле образовались около 400 млн лет назад, когда Северная Америка и Европа были частью единого материка Пангея.
Река Гудзон разделяет систему на неравные части — северные и южные Аппалачи. На территории Новой Англии выделяют Белые горы, Зелёные горы, а также хребты Таконик и Беркширы.
Южная часть включает горы Адирондак, Катскилл, хребет Блу-Ридж. Хребет Блу-Ридж — самый высокий в системе, разделён рекой Роанок на две части. К западу от хребтов располагается Аппалачские плато, состоящее из Аллеганских гор и плато Камберленд на юге. Плато имеет длину 1000 км при ширине от 160 до 320 км и сильно расчленено притоками реки Огайо.
В южной части системы располагается хребет Грейт-Смоки-Маунтинс и одноимённый национальный парк. К югу от него находится плато Пидмонт. Высота плато 150—300 м, иногда встречаются невысокие хребты и останцы. Наиболее известен гранитный монолит Стоун-маунтин относительной высотой более 185 м.

### Низменные районы
Приатлантическая низменность (ширина от 160 до 320 км, высота до 100 м) располагается между океаном и плато Пидмонт, от которого его отделяет так называемая «линия водопадов» — сброс высоты, из-за которого на реках образуются многочисленные пороги и водопады. Приатлантическая низменность тянется от Чесапикского залива до полуострова Флорида.
На запад от Флориды до реки Рио-Гранде всё южное побережье страны занято Примексиканской низменностью (высота до 150 м). Во многих местах побережье заболочено и имеет полосу маршей. Примерно посередине низменности расположена аллювиальная равнина Миссисипи шириной от 80 до 160 км.
Территория от Великих озёр на севере и Мексиканской низменности на юге, а также от Аппалачей на востоке и Великих прерий на западе занято Центральными равнинами (высота 200—500 м). В северной части равнины имеют холмистый моренный рельеф, а в средней и южной частях холмы более пологи и разъедены эрозией. На юге штата Миссури выделяется плато Озарк, состоящее из плато Спрингфилд и Сейлем и гор Бостон (высота 700 м). К югу от плато через долину реки Арканзас расположены горы Уошито высотой до 885 м.

Великие равнины — полоса степей между Центральными равнинами и горными районами запада США.

### Великие равнины
Великие равнины начинаются от 97—98 ° западной долготы и являются по сути предгорным плато Кордильер. Высота равнин повышается при движении на запад от 500 до 1600 м. Плато сильно расчленено, местами сеть долин слишком густая для их хозяйственного использования. На севере расположены Бэдлендс — «плохие земли», почти лишенные почвенного покрова. Южнее — в Небраске горы Санд-Хилс. На территории штата Канзас располагаются невысокие горы Смоки-Хилс и Флинт-Хилс, а также возвышенность Ред-Хилс. Южную часть равнин занимают Льяно-Эстакадо и плато Эдуардс.

### Кордильеры
По западной части территории США проходит североамериканская горная система Кордильер, которая представляют собой систему вытянутых с севера на юго-восток параллельных хребтов и разделяющих их плато, впадин и долин. Самая длинная цепь — Скалистые горы (высшая точка — гора Элберт, 4399 м), в составе которой различают (с севера на юг): хребет Льюис, хребет Абсарока и горы Бигхорн, Ларами, Сангре-де-Кристо и Сан-Хуан, а также Сакраменто, которые к югу, уже на территории Мексики, переходят в хребет Восточная Сьерра-Мадре.
К западу от северной части Скалистых гор расположены хребты Кабинет и Биттеррут, которые переходят в горы Клируотер и горный массив Салмон-Ривер. Салмон-Ривер с юга ограничен вулканическим Колумбийским плато и равниной Снейк-Ривер  , а с запада от него через каньон Хелс расположены горы Блу-Маунтинс. Ещё южнее расположена территория бессточного Большого бассейна, на которой выделяют горы Индепенденс, и верхняя часть бассейна реки Колорадо, отделённая от бессточной области хребтом Уосатч и горами Юинта. К югу раскинулось обширное плато Колорадо, в котором реки прорезали множество красивейших каньонов, из-за чего в этом регионе располагается большое число национальных парков, таких как Гранд-Каньон, Брайс-Каньон, Арчес и Каньонлендс.
Вдоль тихоокеанского побережья США протянулся ряд горных Береговых хребтов (высота до 2400 м), в состав которых включают Аляскинский хребет, хребты на территории Канады, Каскадные горы, Сьерра-Невада и хребет Западная Сьерра-Мадре на территории Мексики. Между Береговыми хребтами и Каскадными горами расположена плодородная Уилламетская долина. В хребте Сьерра-Невада находится самая высокая точка континентального США — гора Уитни (4421 м). Между этим хребтом и Береговыми хребтами лежит Калифорнийская долина, состоящая из долин рек Сан-Хоакин на юге и Сакраменто на севере. Восточнее хребта Сьерра-Невада, расположен небольшой хребет Уайт-Маунтинс и за ним Долина Смерти. В южной части Калифорнии горы Санта-Роза отгораживают долину Импириал, ограниченную с востока пустыней Сонора.

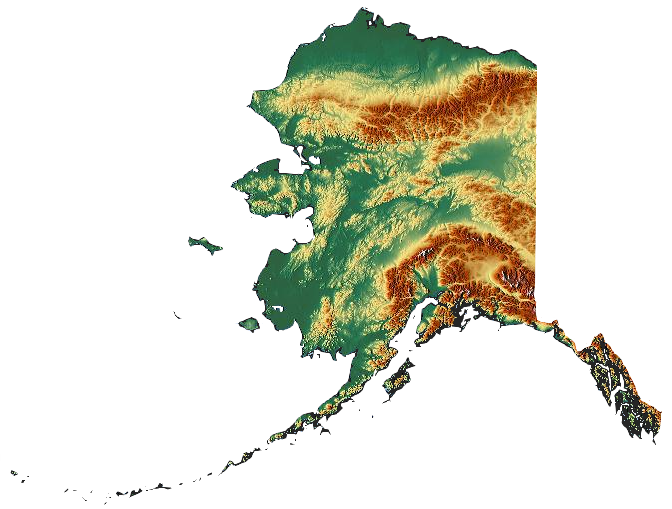
Рельеф Аляски

### Аляска
Большая часть территории штата Аляска занята горными хребтами, вытянутыми с запада на восток. Северная часть штата занята плоской Арктической низменностью, обрамлённой с юга хребтом Брукса, в состав которого входят горы Де-Лонга, Эндикотт, Филип-Смит и Британские горы. В центральной части штата расположено плоскогорье Юкон, по которому протекает одноимённая река. Алеутский хребет изгибается дугой вокруг долины реки Суситна и продолжается в виде Аляскинского хребта, формируя полуостров Аляска и Алеутские острова. На Аляскинском хребте расположена высочайшая вершина США — гора Денали (6193 м). Вдоль побережья Аляскинского залива тянутся Чугачский хребет, хребет Святого Ильи и горы Врангеля.

## Гидрография

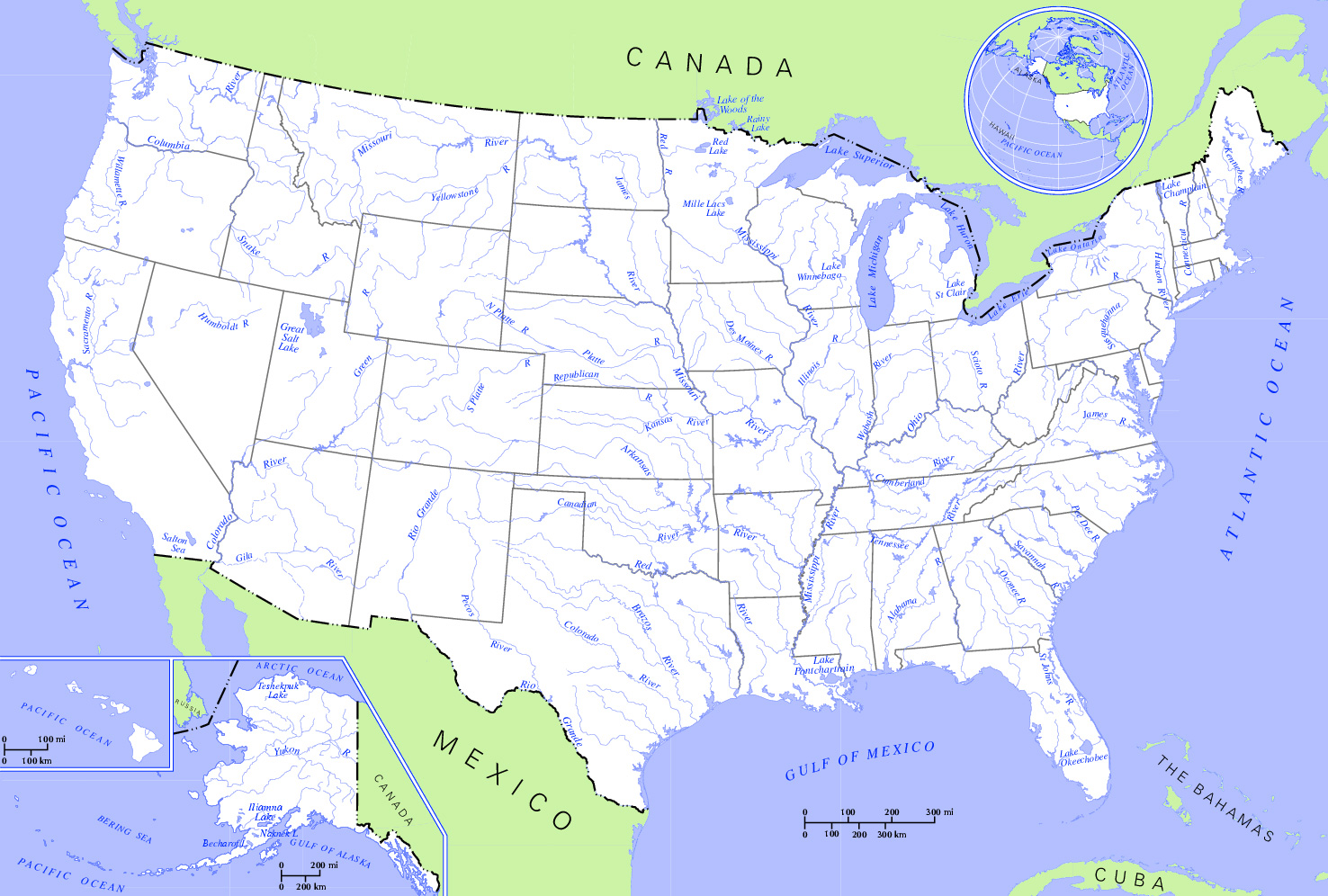
Карта рек и озёр США

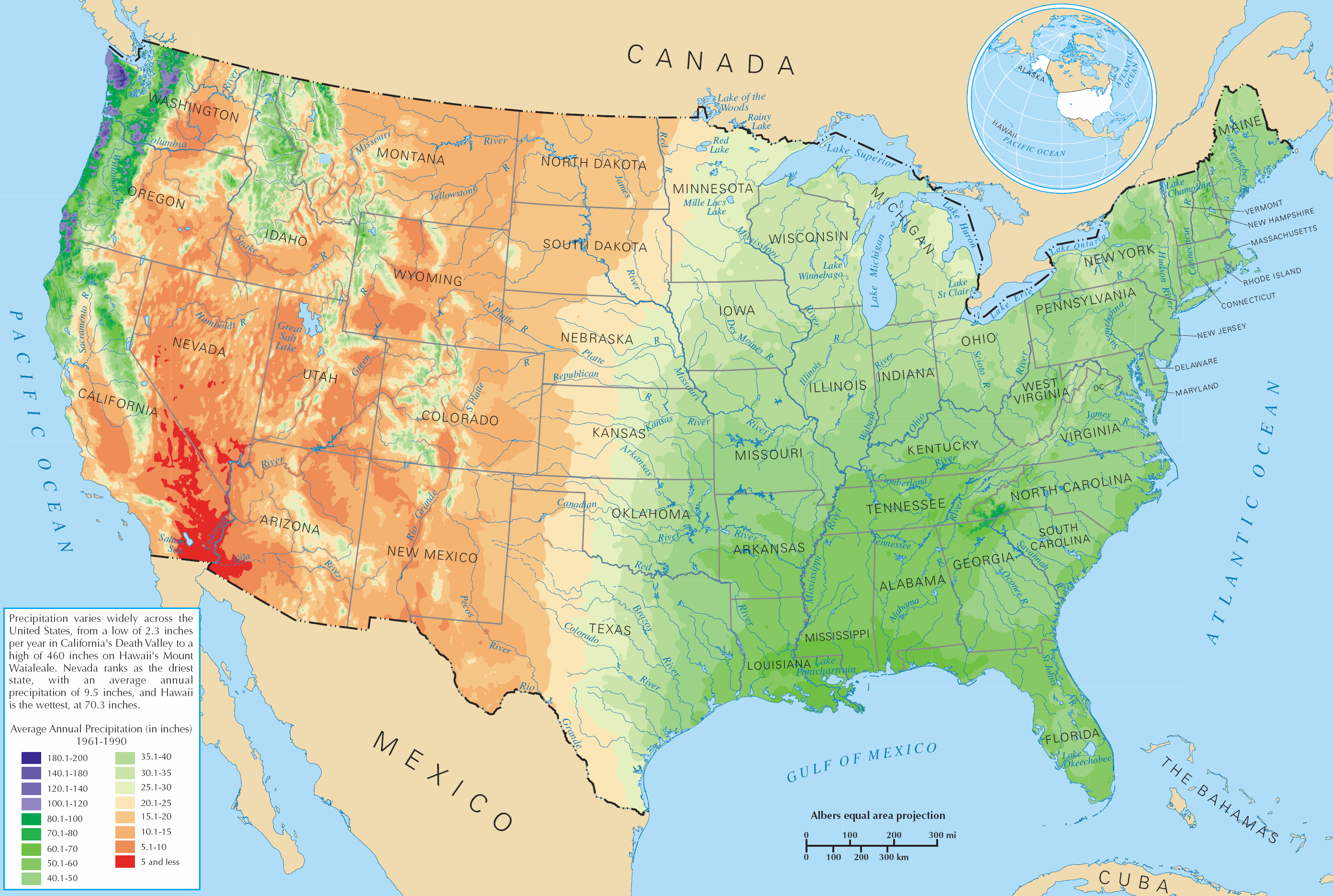
Карта среднегодовых осадков в континентальной части США

Сток рек с территории США осуществляется в бассейны трёх океанов — Тихого, Атлантического и Северного Ледовитого. Главный водораздел (между Тихим и Атлантическим океанами) проходит по восточной части Кордильер, а к бассейну Северного Ледовитого океана относится лишь небольшая часть территории северных штатов и Аляски. Точка встречи трёх водоразделов расположена на горе Трипл-Дивайд-Пик.
По данным БСЭ средний годовой слой стока с поверхности основной части территории США составляет 27 см, общий объём — 1600 км³, причём режим большей части рек нерегулярный, особенно в континентальных районах. Обеспеченность водными ресурсами разных частей страны неравномерна — высота слоя годового стока в штатах Вашингтон и Орегон составляет 60—120 см, на востоке (в районе Аппалачей) 40—100 см, на Центральных равнинах 20—40 см, на Великих равнинах 10—20 см, а на внутренних плоскогорьях и плато до 10 см.
Крупные озёра расположены на севере страны — Великие озёра. Меньшие по размеру бессточные солёные озёра находятся в понижениях Большого Бассейна. Внутренние водные ресурсы широко используются в промышленном и коммунальном водоснабжении, орошении, гидроэнергетике и судоходстве.

### Бассейн Атлантического океана

#### Великие озёра
Крупнейшая система пресноводных озёр в Северной Америке, на территории США и Канады, соединённых реками и каналами. Площадь ок. 245,2 тыс. км², объём воды 22,7 тыс. км³. К собственно великим озёрам относят пять крупнейших: Верхнее, Гурон, Мичиган, Эри и Онтарио. Озёра Верхнее с Гурон соединены рекой Сент-Мэрис. Среди более мелких озёр: Сент-Клэр, Нипигон. Сток из озёр происходит по реке Святого Лаврентия.

#### Водные ресурсы восточного побережья
В Атлантический океан с восточного берега США впадает множество рек, самые длинные из которых берут своё начало в Аппалачах и имеют длину в несколько сотен километров. По Приатлантической низменности протекают реки Гудзон, Потомак, Джеймс, Роанок, Грейт-Пи-Ди, Саванна, Олтамахо и другие.
Южная часть низменности находится во Флориде — там расположены знаменитые Эверглейдс, болото Биг-Сайпресс, и множество карстовых и лагунных озёр, самое крупное из которых — Окичоби.

#### Бассейн Мексиканского залива
Большая часть речного стока США принадлежит бассейну Мексиканского залива Атлантического океана. Этот водосборный бассейн простирается с запада на восток от Скалистых гор до Аппалачей и от границы с Канадой с севера. Крупнейшая речная система образована рекой Миссисипи (длина 3757 км, годовой сток 180 км³) и её бесчисленными притоками, крупнейшие из которых — Миссури (длина 3767 км), Арканзас (2364 км) и Огайо (1579 км). Дельта Миссисипи расположена в центре Примексиканской низменности и выдаётся в залив более чем на 100 км.
Такие реки как, например, Рио-Гранде, по которой проходит восточная часть границы между США и Мексикой, а также Колорадо, Бразос, Тринити, и другие впадают непосредственно в Мексиканский залив.

### Бессточные области
На территории США находятся несколько бессточных районов, крупнейший из которых — Большой бассейн. На его территории расположены озёра Большое солёное озеро, Юта и Севир на востоке, а также ряд небольших озёр на западе: Хони, Пирамид, Уиннемакка[уточнить], Тахо, Уолкер, Моно и Оуенс. В этом бассейне также протекает бессточная река Гумбольдт. Также выделяется бассейн Грейт-Дивайд и бассейн Харни, в котором лежит озеро Малур.

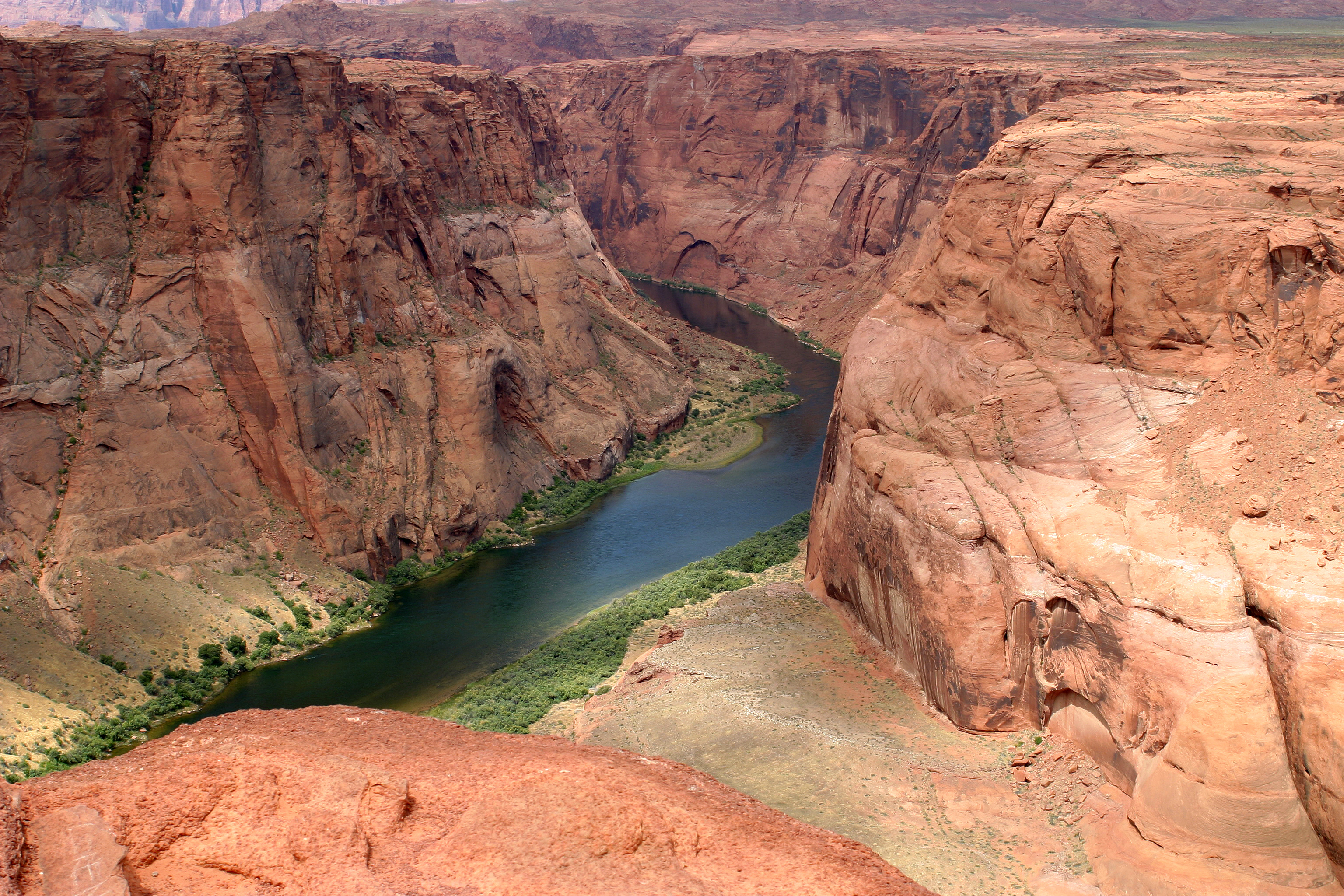
Река Колорадо в штате Аризона

### Бассейн Тихого океана
Река Колумбия (длина 2250 км) с её притоком Снейк (1674 км) образует крупнейший бассейн на северо-западе США. Колумбия имеет годовой сток 60 км³ и обладает крупнейшим гидроэнергетическим потенциалом. У границы с Канадой на реке расположено водохранилище Франклин-Рузвельт. Южный приток Колумбии река Вилламетт протекает по долине, которую называют северным аналогом Калифорнийской. Через саму Калифорнийскую долину протекают реки Сан-Хоакин и Сакраменто, которые вместе впадают в залив Сан-Франциско.
Ещё один крупный бассейн западной части страны образует река Колорадо (2330 км), протекающая на своём пути через крупнейший в мире Большой Каньон. Выше этого каньона находится крупное водохранилище Пауэлл, ниже — водохранилище Мид. Впадает Колорадо в Калифорнийский залив на территории Мексики.
Крупнейшая река Аляски Юкон (3700 км), а также река Кускокуим впадают в Берингово море.

### Бассейн Северного Ледовитого океана
К бассейну Северно-ледовитого океана принадлежит лишь небольшая часть территории США. Северные районы штатов Миннесота и Северная Дакота дендрируются реками, сток которых направлен через озеро Виннипег и реку Нельсон в Гудзонов залив. Кроме того, реки северной Аляски, такие как Ноатак и Колвилл также несут свои воды в самый северный океан планеты.

## Климат

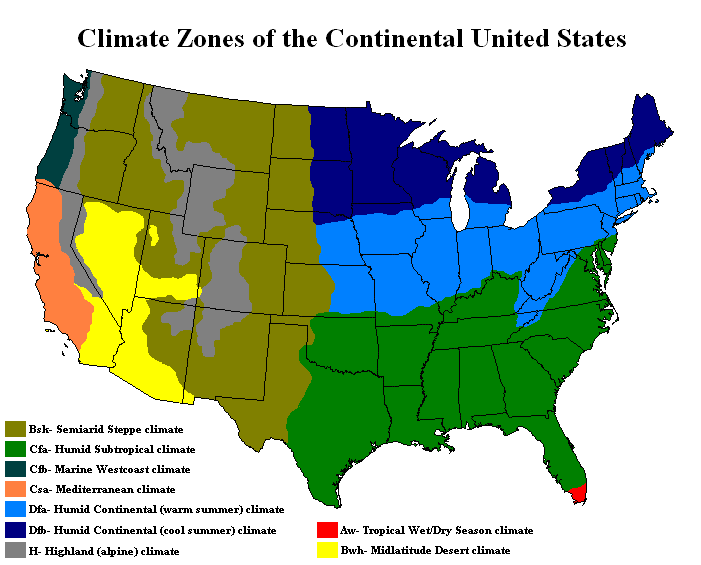
Климатические зоны континентальных США.

Из-за большого размера страны, её протяжённости и широкого разнообразия географических особенностей на территории США можно найти районы с практически любыми климатическими характеристиками. Бо́льшая часть США (штаты, расположенные к северу от 40 градуса с. ш.) располагается в зоне умеренного климата, южнее преобладает субтропический климат, Гавайи и южная часть Флориды лежат в зоне тропиков, а север Аляски относится к полярным регионам. Великие равнины к западу от 100-го меридиана относят к полупустыням, Большой Бассейн и области вокруг него имеют аридный, а прибрежные районы Калифорнии — средиземноморский климат. Тип климата в границах одного пояса может существенно меняться в зависимости от рельефа, близости океана и других факторов. Благоприятный климат оказал немалое влияние на заселение материка европейцами и во способствовал занятию США лидирующих позиций в мире.
Основной составляющей климата США является высотное струйное течение, — мощные потоки воздуха, приносящие влагу с севера Тихоокеанского региона. Насыщенные влагой ветра с Тихого океана активно орошают западный берег США. На северо-западе дожди не редки в течение всего года, а снега зимой выпадает больше, чем где бы то ни было в мире. Расположенная южнее Калифорния получает бо́льшую часть осадков осенью и зимой, летом же там довольно сухо и жарко, что и формирует её средиземноморский климат. Каскадные горы, Сьерра-Невада и Скалистые горы забирают почти всю влагу, оставляя к востоку от себя дождевую тень, формирующую полупустынный климат на западе Великих равнин. Долина Смерти и пустыни Большого Бассейна также образовалась из-за наличия этой тени. Сухие ветра высотного струйного течения, попадая на совершенно плоские Великие равнины, не встречают больше препятствий и снова набирают влагу. Встречи с насыщенными потоками из Мексиканского залива часто приводят к сильным штормам и грозам. Зимой они являются причиной интенсивных снегопадов на северо-восточном побережье США. Зачастую огромные плоские равнины США являются причиной крайне быстрых, иногда имеющих катастрофический результат, изменений погоды. Температура может стремительно повышаться и также стремительно падать в зависимости от того, какие воздушные массы «захвачены» высотным течением — от холодных арктических на севере до тёплых тропических над Мексиканским заливом.

### Стихийные бедствия

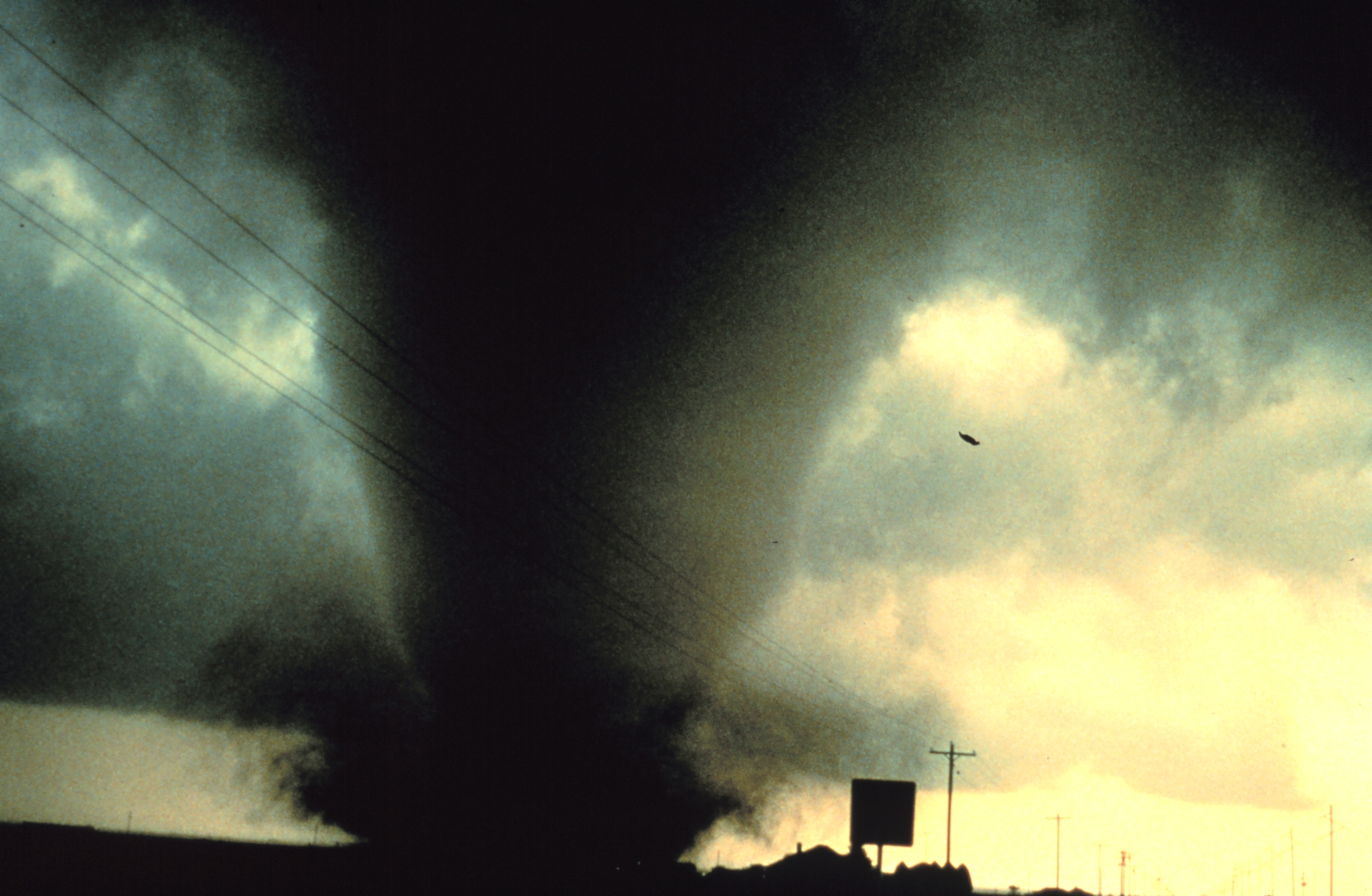
Мощное торнадо в Техасе

Ежегодно в США происходит сравнительно большое количество разнообразных стихийных бедствий.
С одной стороны, засухи в США случаются редко, с другой — когда случаются, имеют серьёзные, порой катастрофические последствия. Как пример можно вспомнить страшную засуху 1931—1940 годов, известную также как Пыльный котёл, которая к тому же пришлась на период тяжелейшего экономического кризиса — Великую депрессию. Фермерские хозяйства в районе Великих равнин фактически перестали функционировать, регион обезлюдел (до 2,5 млн людей покинуло равнины к 1940 году), многочисленные пылевые бури разрушили верхний плодородный слой почвы. В 1999—2004 годах в Америке наблюдалась очередная засуха, сравнимая по последствиям с вышеописанной.
Частые торнадо являются известной особенностью климата Северной Америки, США сильно обгоняет любую другую страну по количеству смерчей. Столкновение воздушных масс с сильно различающейся температурой — основная причина частых гроз и смерчей в центральных районах США весной и летом. Хотя торнадо в Америке встречаются в самых разных регионах — и в равнинных районах Канады, и на восточном побережье США и на полуострове Флорида, всё же самые частые и сильные смерчи происходят в так называемой Аллее торнадо, условные границы которой захватывают север Техаса, Оклахому, Канзас, часть Миссури, Арканзаса и Теннесси. В городах этих штатов стоят специальные сирены, предупреждающие о появлении торнадо, а дома ещё при постройке снабжаются противоторнадными убежищами.

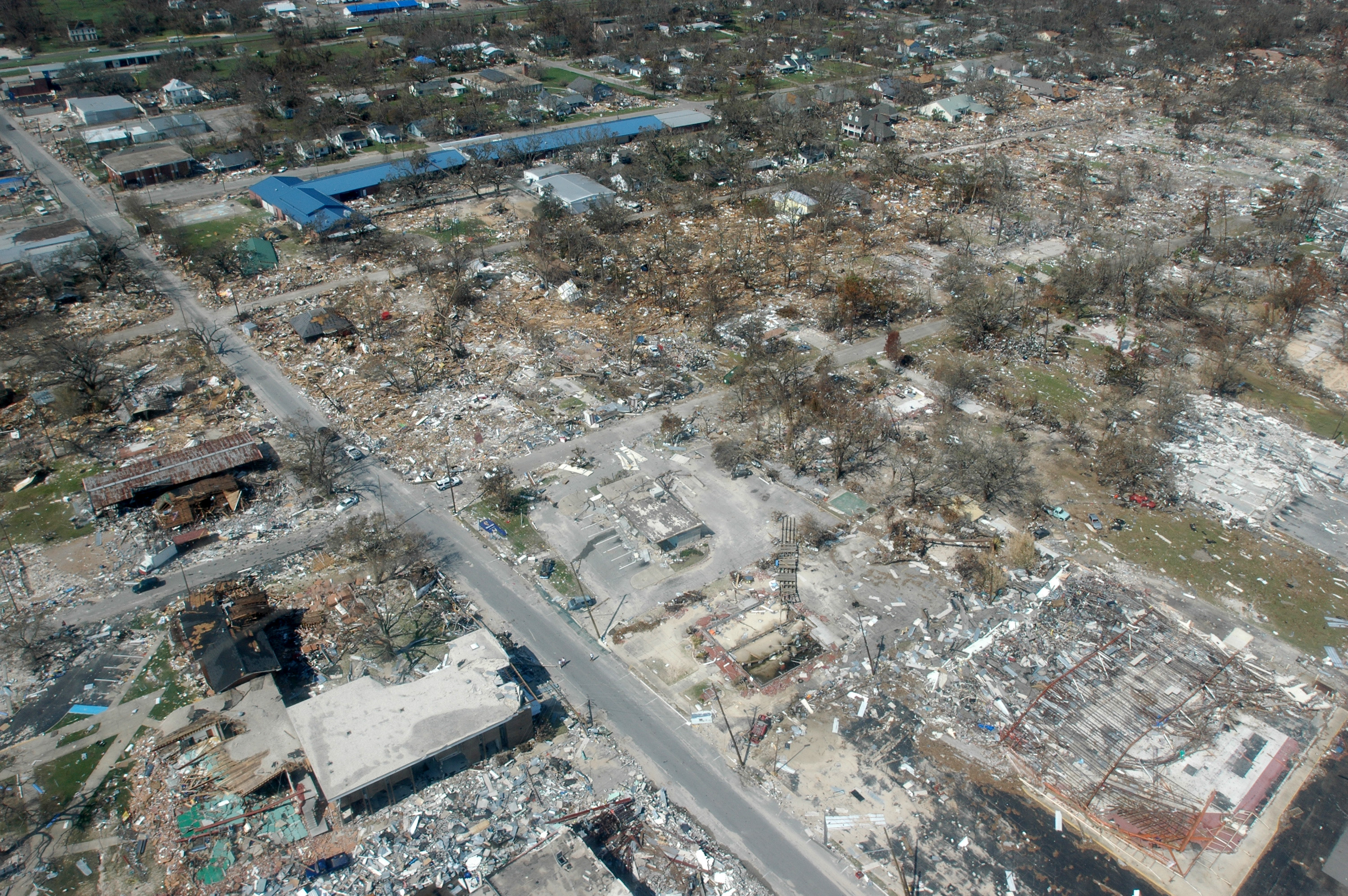
Последствия урагана Катрина

Ещё одно стихийное бедствие, часто встречающееся в США — ураганы. Восточное побережье, острова Гавайи и особенно южные штаты США, граничащие с Мексиканским заливом, наиболее подвержены этой стихии. Сезон ураганов в США начинается в июне и заканчивается к началу декабря, самый пик приходится на период с августа по октябрь. Из самых разрушительных ураганов можно назвать Гальвестонский ураган 1900 года, ураган Эндрю 1992 года и страшный ураган Катрина, пронёсшийся по югу США в 2005 году. На западном побережье США иногда наблюдаются отголоски тихоокеанских тайфунов, чаще всего в виде сильных продолжительных ливней.
Наводнения, как и засухи, в США явления не частые. Однако стоит отметить Большое Миссисипское наводнение 1927 года и Большое наводнение 1993 года — крайне продолжительные и сильные наводнения, унёсшие немало человеческих жизней и дорого обошедшиеся американской экономике. Многие наводнения являются также прямыми следствиями ураганов. Особо стоит отметить наводнения, развивающиеся крайне стремительно из-за особенностей рельефа некоторых районов США. Внезапная гроза может моментально наполнить каньон, подняв уровень воды сразу на несколько метров. В штате Калифорния из-за сильных дождей также систематически случаются оползни.

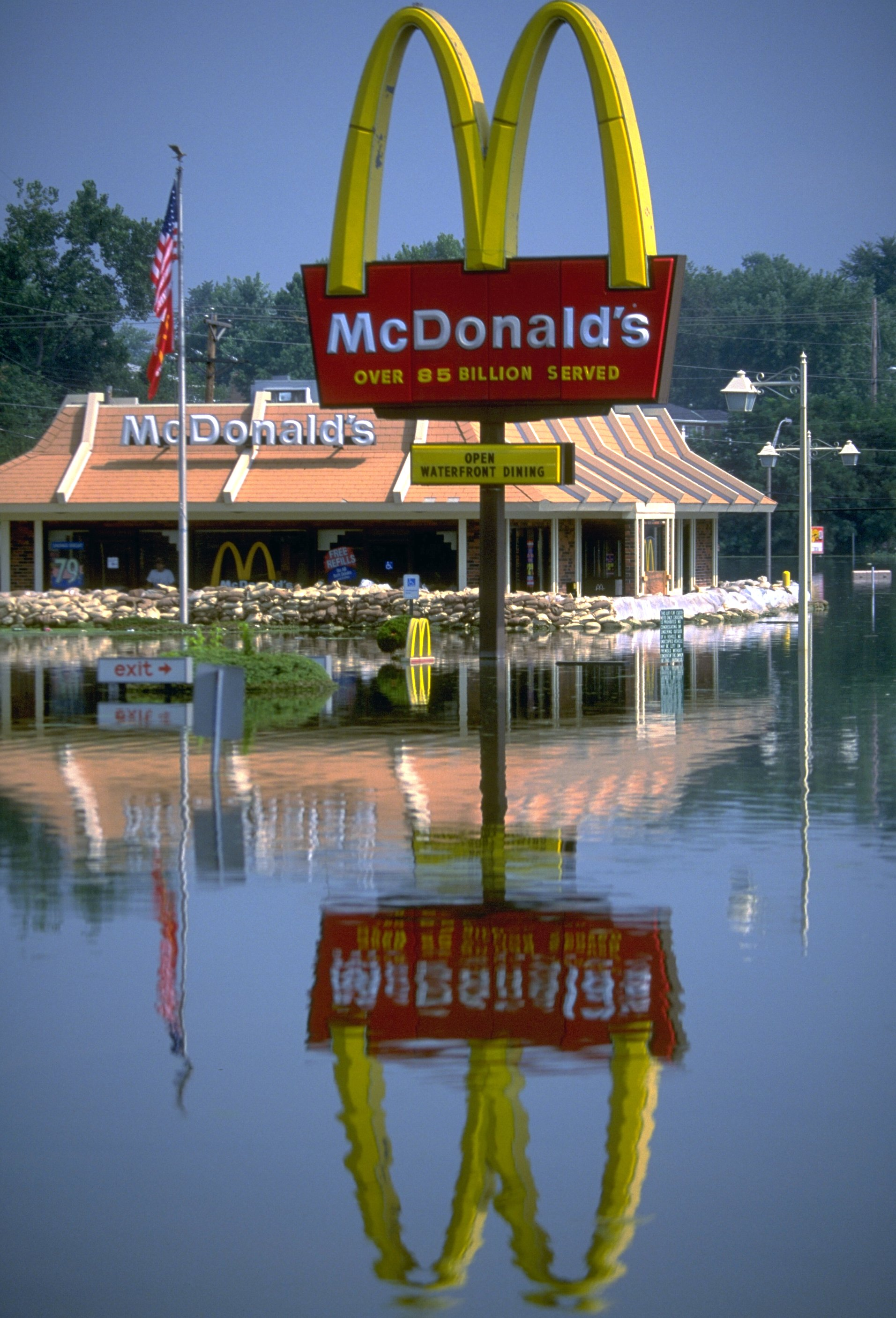
Река Миссисипи, вышедшая из берегов

Западное побережье Северной Америки входит в так называемое Тихоокеанское вулканическое огненное кольцо — источник 90 % всех землетрясений на земле. Весь горный регион начиная от полуострова Аляска и до южной Калифорнии — зона повышенной вулканической активности. Особенно велика концентрация вулканов в Каскадных горах на северо-западе США. Извержение вулкана Сент-Хеленс 1980 года было одним из самых разрушительных в США. Также своими вулканами славятся острова Гавайи, например вулкан Килауэа извергается непрерывно с 1983 года. Однако гавайские вулканы не представляют особой опасности для жителей штата. Штаты Аляска и Калифорния, из-за своего расположения на краю Огненного кольца подвержены особенно сильным землетрясениям. Землетрясение 1906 года в Сан-Франциско и Аляскинское землетрясение 1964 года были одними из самых сильных в истории. Кроме больших разрушительных землетрясений, эти штаты испытывают более слабые удары довольно регулярно, поэтому все здания приходится строить сейсмоустойчивыми. Прямыми следствиями землетрясений являются также цунами, нередко обрушивающиеся на западный берег США.
В последнее время, из-за сухих летних периодов, штат Калифорния ежегодно страдает от лесных пожаров. Бушующие лесные пожары на севере штата Калифорния в конце июля 2018 года были признаны рекордными по площади за историю штата.

## Статистика
В тундре северной Аляски преобладают арктические условия, минимальная температура, зафиксированная в этих краях, равнялась −62 °C. Самые высокие температуры на территории США были зафиксированы в Долине смерти в Калифорнии, столбик термометра там поднялся до отметки 56,7 °C, это всего на градус меньше мирового рекорда, зафиксированного девятью годами позже в Сахаре.
Западные штаты США известны своими снегопадами, в среднем там выпадает гораздо больше снега, чем где бы то ни было на земле. Зимой 1998—1999 годов на одном из горнолыжных курортов штата Вашингтон выпало около 29 метров снега. Самое дождливое место США — Гавайи, на острове Кауаи ежегодно выпадает 11 684 мм осадков. В пустыне Мохаве, напротив, количество осадков крайне мало — в среднем 66.8 мм в год.
Самая высокая точка США — гора Денали на Аляске, её высота — 6194 м (по данным USGS).
Самая низкая — Долина Смерти, округ Иньо, Калифорния (-86 м).
Единственный случай в географии США, когда столица округа (или приравненной к нему административно-территориальной единицы) находится не в этом округе — поселение Кинг-Салмон на Аляске, которое, являясь столицей боро Лейк-энд-Пенинсула, полностью расположено на территории боро Бристол-Бей.